# Sainte-Anne (Loir-et-Cher)
Sainte-Anne ist eine französische Gemeinde mit 478 Einwohnern (Stand: 1. Januar 2022) im Département Loir-et-Cher in der Region Centre-Val de Loire; sie gehört zum Arrondissement Vendôme und zum Kanton Vendôme. Die Einwohner werden Saintannois genannt.

## Geographie
Die Gemeinde Sainte-Anne liegt etwa fünf Kilometer südlich des Stadtzentrums von Vendôme. Sie wird umgeben von den Nachbargemeinden Vendôme im Norden und Osten, Crucheray im Osten und Süden sowie Villerable im Westen.

## Bevölkerungsentwicklung
| Jahr                       | 1962 | 1968 | 1975 | 1982 | 1990 | 1999 | 2006 | 2015 | 2022 |
| Einwohner                  | 101  | 109  | 121  | 242  | 254  | 273  | 358  | 424  | 478  |
| Quellen: Cassini und INSEE |      |      |      |      |      |      |      |      |      |

## Sehenswürdigkeiten
- Kirche Sainte-Anne